# Villars (Dordogne)
Pour les articles homonymes, voir Villars.
Villars est une commune française rurale située dans le département de la Dordogne, en région Nouvelle-Aquitaine.
Villars est également connue sous l'appellation de « village aux trois merveilles » pour son patrimoine historique.

## Géographie

### Généralités
À environ six kilomètres du parc naturel régional Périgord-Limousin, dix kilomètres au nord-est de Brantôme et treize kilomètres à l'ouest de Thiviers, le bourg de Villars est implanté dans la vallée du Trincou, en rive droite. Il se trouve au croisement des routes départementales 3, 68, 82 et 82E1.
Raccordée aux départementales 3 à l'ouest et 68 à l'est, la route départementale 98 traverse également la commune. Le village est également situé sur la Via Lemovicensis, chemin de Compostelle.

### Communes limitrophes
Villars est limitrophe de huit autres communes. Au sud-ouest, son territoire est distant de 700 mètres de celui de Condat-sur-Trincou.
| Saint-Front-la-Rivière | Milhac-de-Nontron   | Saint-Martin-de-Fressengeas |
| Quinsac                | Villars             | Saint-Jean-de-Côle          |
| Champagnac-de-Belair   | La Chapelle-Faucher | Saint-Pierre-de-Côle        |

### Géologie et relief

#### Géologie
Situé sur la plaque nord du Bassin aquitain et bordé à son extrémité nord-est par une frange du Massif central, le département de la Dordogne présente une grande diversité géologique. Les terrains sont disposés en profondeur en strates régulières, témoins d'une sédimentation sur cette ancienne plate-forme marine. Le département peut ainsi être découpé sur le plan géologique en quatre gradins différenciés selon leur âge géologique. Villars est située dans le deuxième gradin à partir du nord-est, un plateau formé de roches calcaires très dures du Jurassique que la mer a déposées par sédimentation chimique carbonatée, en bancs épais et massifs.
Les couches affleurantes sur le territoire communal sont constituées de formations superficielles du Quaternaire et de roches sédimentaires datant pour certaines du Cénozoïque, et pour d'autres du Mésozoïque. La formation la plus ancienne, notée j2-3, date du Bajocien supérieur au Bathonien inférieur, composée de calcaires oolithiques blancs à ciment cristallin et à stratifications planes, entrecroisées ou obliques, évoluant en alternance avec un calcaire bioclastique beige oolithique à pelletoïdes, calcaire blanc crayeux. La formation la plus récente, notée CFp, fait partie des formations superficielles de type colluvions indifférenciées de versant, de vallon et plateaux issues d'alluvions, molasses, altérites. Le descriptif de ces couches est détaillé dans  la feuille « no 735 - Thiviers » de la carte géologique au 1/50 000 de la France métropolitaine, et sa notice associée.

Carte géologique de Villars.

#### Relief et paysages
Le département de la Dordogne se présente comme un vaste plateau incliné du nord-est (491 m, à la forêt de Vieillecour dans le Nontronnais, à Saint-Pierre-de-Frugie) au sud-ouest (2 m à Lamothe-Montravel). L'altitude du territoire communal varie quant à elle entre 125 mètres et 240 mètres,.
Dans le cadre de la Convention européenne du paysage entrée en vigueur en France le 1er juillet 2006, renforcée par la loi du 8 août 2016 pour la reconquête de la biodiversité, de la nature et des paysages, un atlas des paysages de la Dordogne a été élaboré sous maîtrise d’ouvrage de l’État et publié en octobre 2020. Les paysages du département s'organisent en huit unités paysagères,. La commune fait partie du Périgord central, un paysage vallonné, aux horizons limités par de nombreux bois, plus ou moins denses, parsemés de prairies et de petits champs.
La superficie cadastrale de la commune publiée par l'Insee, qui sert de référence dans toutes les statistiques, est de 27,67 km2,,. La superficie géographique, issue de la BD Topo, composante du Référentiel à grande échelle produit par l'IGN, est quant à elle de 28,77 km2.

### Hydrographie

#### Réseau hydrographique
La commune est située dans le bassin de la Dordogne au sein du Bassin Adour-Garonne. Elle est drainée par le Trincou et le ruisseau de l'Étang Rompu et par deux petits cours d'eau, qui constituent un réseau hydrographique de 13 km de longueur totale,.
Le Trincou, d'une longueur totale de 16,55 km, prend sa source dans la commune de Milhac-de-Nontron et se jette dans la Côle en rive droite à Condat-sur-Trincou,. Il traverse la commune du nord au sud-ouest sur près de six kilomètres et demi.
Son affluent de rive gauche, le ruisseau de l'Étang-Rompu, arrose le nord de la commune sur trois kilomètres et demi et rejoint le Trincou 400 mètres à l'est du centre-bourg de VIllars.

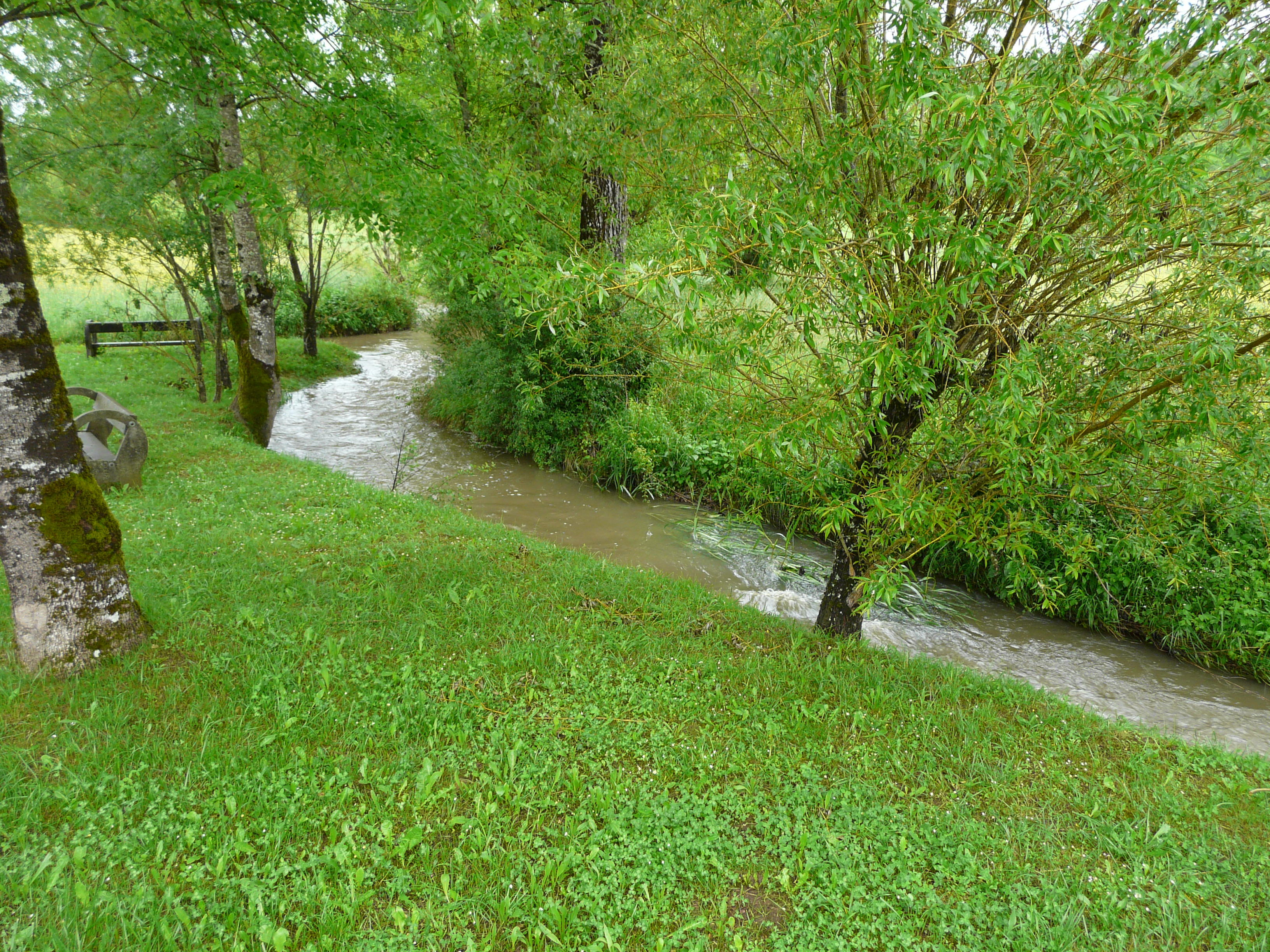
Le Trincou à Villars, au sud du lieu-dit Bironnaud.
Réseaux hydrographique et routier de Villars.

#### Gestion et qualité des eaux
Le territoire communal est couvert par le schéma d'aménagement et de gestion des eaux (SAGE) « Isle - Dronne ». Ce document de planification, dont le territoire regroupe les bassins versants de l'Isle et de la Dronne, d'une superficie de 7 500 km2, a été approuvé le 2 août 2021. La structure porteuse de l'élaboration et de la mise en œuvre est l'établissement public territorial de bassin de la Dordogne (EPIDOR). Il définit sur son territoire les objectifs généraux d’utilisation, de mise en valeur et de protection quantitative et qualitative des ressources en eau superficielle et souterraine, en respect des objectifs de qualité définis dans le troisième SDAGE  du Bassin Adour-Garonne qui couvre la période 2022-2027, approuvé le 10 mars 2022.
La qualité des eaux de baignade et des cours d’eau peut être consultée sur un site dédié géré par les agences de l’eau et l’Agence française pour la biodiversité.

### Climat
Pour des articles plus généraux, voir Climat de la Nouvelle-Aquitaine et Climat de la Dordogne.
Historiquement, la commune est exposée à un climat océanique aquitain.  
En 2020, Météo-France publie une typologie des climats de la France métropolitaine dans laquelle la commune est exposée à un climat océanique altéré et est dans la région climatique  Aquitaine, Gascogne, caractérisée par une pluviométrie abondante au printemps, modérée en automne, un faible ensoleillement au printemps, un été chaud (19,5 °C), des vents faibles, des brouillards fréquents en automne et en hiver et des orages fréquents en été (15 à 20 jours).
Pour la période 1971-2000, la température annuelle moyenne est de 12,2 °C, avec  une amplitude thermique annuelle de 15 °C. Le cumul annuel moyen de précipitations est de 951 mm, avec 13,2 jours de précipitations en janvier et 7,1 jours en juillet. Pour la période 1991-2020, la température moyenne annuelle observée sur la station météorologique de Météo-France la plus proche, sur la commune de Saint-Martin-de-Fressengeas à 8 km à vol d'oiseau, est de 12,4 °C et le cumul annuel moyen de précipitations est de 1 050,4 mm,. 
La température maximale relevée sur cette station est de 38,9 °C, atteinte le 7 août 2020 ; la température minimale est de −11,8 °C, atteinte le 9 février 2012.
Pour afficher une liste d’indicateurs climatiques caractérisant la commune aux horizons 2030, 2050 et 2100 et pouvoir ainsi s'adapter aux changements climatiques, entrer son nom dans Climadiag-commune, un site de Météo-France élaboré à partir des nouvelles projections climatiques de référence DRIAS-2020.

## Urbanisme

### Typologie
Au 1er janvier 2024, Villars est catégorisée commune rurale à habitat très dispersé, selon la nouvelle grille communale de densité à 7 niveaux définie par l'Insee en 2022.
Elle est située hors unité urbaine et hors attraction des villes,.

### Occupation des sols
L'occupation des sols de la commune, telle qu'elle ressort de la base de données européenne d’occupation biophysique des sols Corine Land Cover (CLC), est marquée par l'importance des forêts et milieux semi-naturels (58,2 % en 2018), une proportion sensiblement équivalente à celle de 1990 (58,8 %). La répartition détaillée en 2018 est la suivante : 
forêts (56,9 %), zones agricoles hétérogènes (37,1 %), prairies (3,4 %), terres arables (1,4 %), milieux à végétation arbustive et/ou herbacée (1,3 %). L'évolution de l’occupation des sols de la commune et de ses infrastructures peut être observée sur les différentes représentations cartographiques du territoire : la carte de Cassini (XVIIIe siècle), la carte d'état-major (1820-1866) et les cartes ou photos aériennes de l'IGN pour la période actuelle (1950 à aujourd'hui).

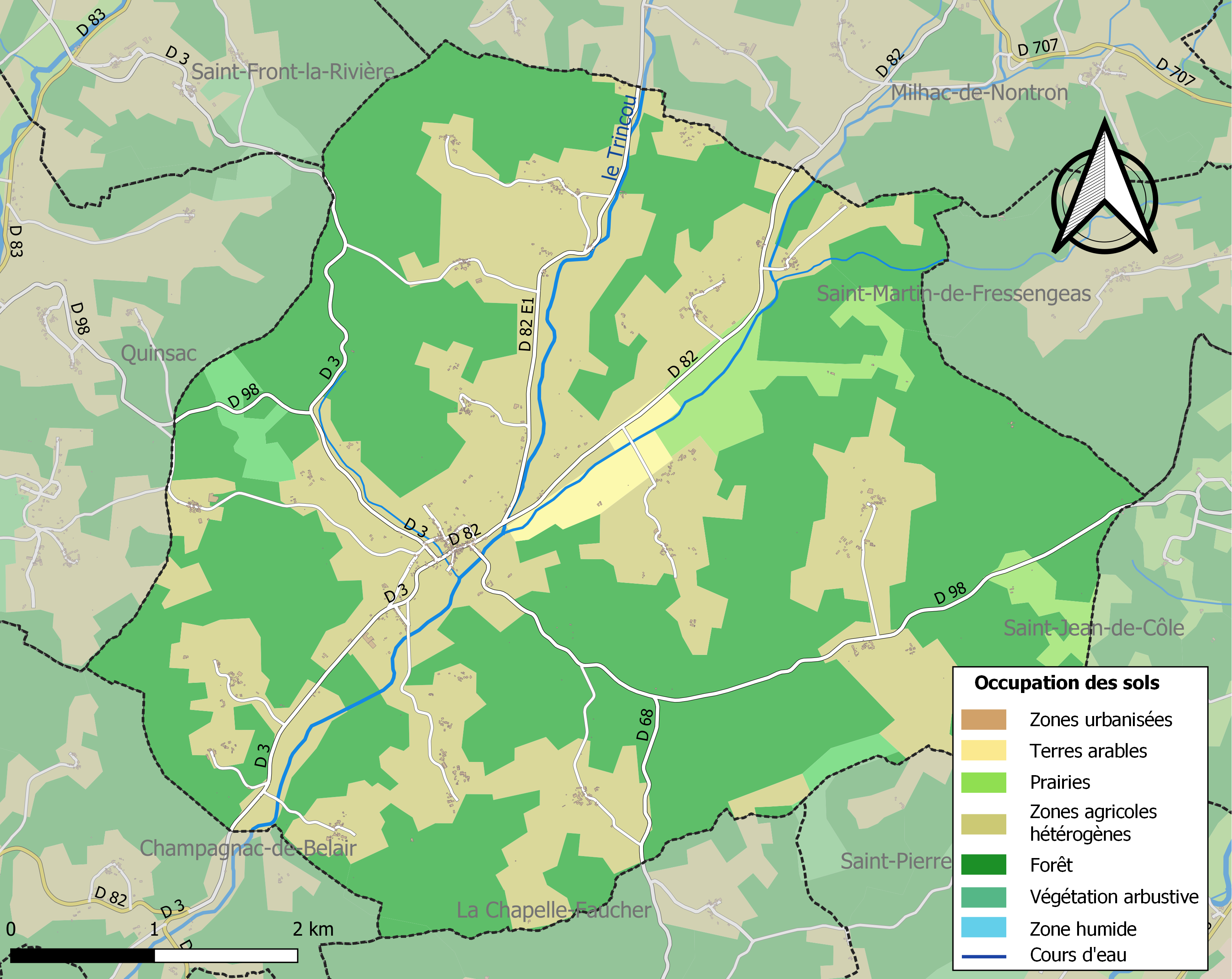
Carte des infrastructures et de l'occupation des sols de la commune en 2018 (CLC).

### Prévention des risques
Le territoire de la commune de Villars est vulnérable à différents aléas naturels : météorologiques (tempête, orage, neige, grand froid, canicule ou sécheresse), feux de forêts, mouvements de terrains et séisme (sismicité faible). Un site publié par le BRGM permet d'évaluer simplement et rapidement les risques d'un bien localisé soit par son adresse soit par le numéro de sa parcelle.
Villars est exposée au risque de feu de forêt. L’arrêté préfectoral du 14 mars 2013 fixe les conditions de pratique des incinérations et de brûlage dans un objectif de réduire le risque de départs d’incendie. À ce titre, des périodes sont déterminées : interdiction totale du 15 février au 15 mai et du 15 juin au 15 octobre, utilisation réglementée du 16 mai au 14 juin et du 16 octobre au 14 février. En septembre 2020, un plan inter-départemental de protection des forêts contre les incendies (PidPFCI) a été adopté pour la période 2019-2029,.

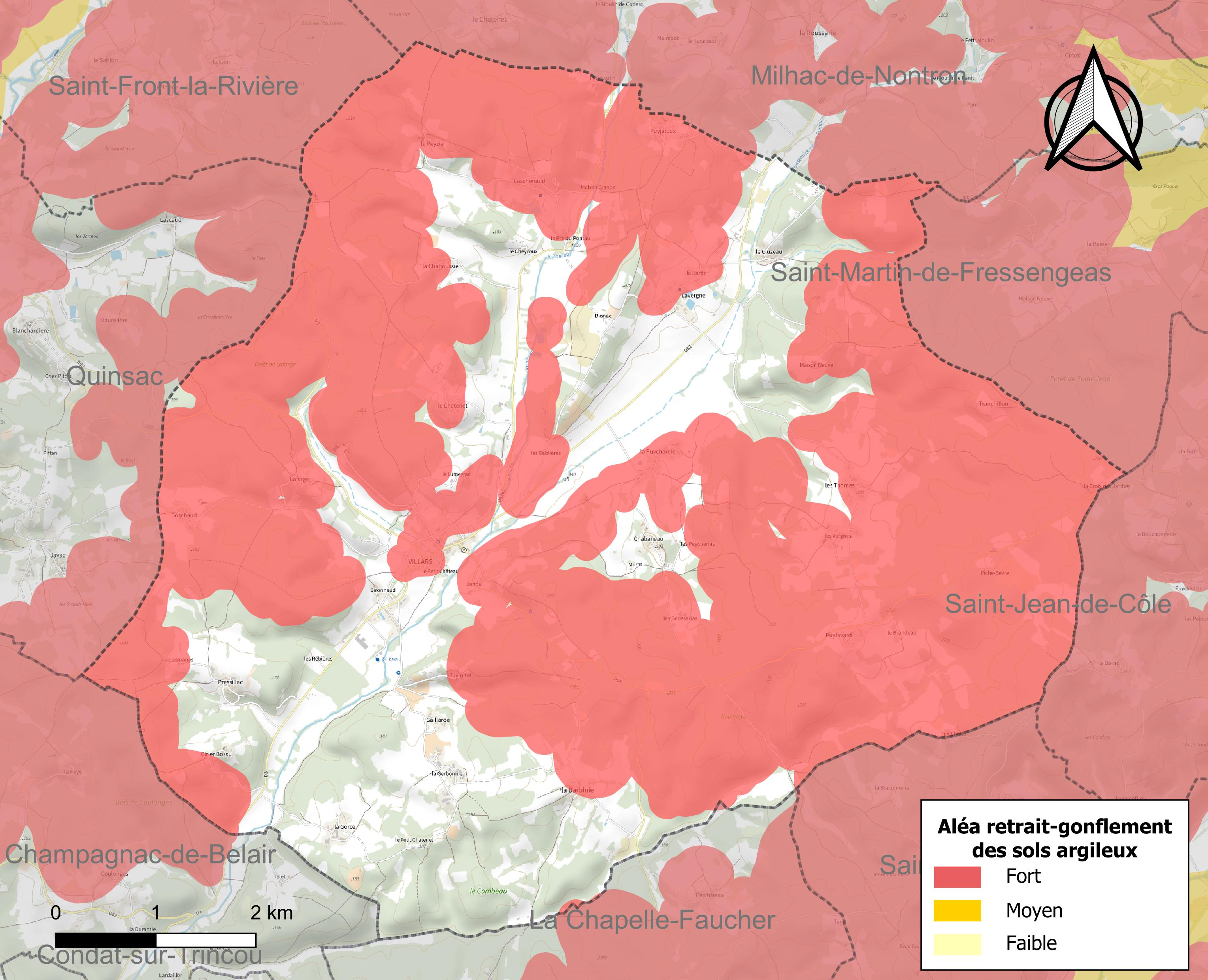
Carte des zones d'aléa retrait-gonflement des sols argileux de Villars.

Les mouvements de terrains susceptibles de se produire sur la commune sont des affaissements et effondrements liés aux cavités souterraines (hors mines) et des tassements différentiels. Afin de mieux appréhender le risque d’affaissement de terrain, un inventaire national permet de localiser les éventuelles cavités souterraines sur la commune. Le retrait-gonflement des sols argileux est susceptible d'engendrer des dommages importants aux bâtiments en cas d’alternance de périodes de sécheresse et de pluie. 66,9 % de la superficie communale est en aléa moyen ou fort (58,6 % au niveau départemental et 48,5 % au niveau national métropolitain). Depuis le 1er octobre 2020, en application de la loi ÉLAN, différentes contraintes s'imposent aux vendeurs, maîtres d'ouvrages ou constructeurs de biens situés dans une zone classée en aléa moyen ou fort,.
La commune a été reconnue en état de catastrophe naturelle au titre des dommages causés par les inondations et coulées de boue survenues en 1982, 1983, 1993 et 1999, par la sécheresse en 1989, 1991, 1992, 2003 et 2011 et par des mouvements de terrain en 1999.

## Toponymie
Le nom de la commune est tiré de l'occitan vilar signifiant « hameau » ou « village », mis ici au pluriel.
En occitan, la commune porte donc le nom de Vilars.

## Histoire
La grotte du Cluzeau porte témoignage d'une occupation du territoire communal à l'époque préhistorique. Une hache en bronze, rare et remarquable, datant de l'époque larnaudienne, a été trouvée en 1896 au lieu de la Barbinie.
Au XIe siècle est bâtie l'abbaye Notre-Dame de Boschaud.
La première mention écrite connue du lieu apparait en 1192 sous la forme « Vilars ». Le doublement de la lettre L (Villard) apparait en 1760 et en 1801, la commune portait le nom de « Villards ».
Au XIIIe siècle, Villars était l'une des vingt-sept paroisses dépendant de l'archiprêtré de Condat dont le siège se situait à Champagnac.

## Politique et administration

### Rattachements administratifs et électoraux
Dès 1790, la commune est rattachée du canton de Champagnac-de-Belair — appelé dans un premier temps canton de Champagnac, puis de Champagnac-de-Bel-Air — qui dépend du district de Nontron jusqu'en 1795, date de suppression des districts. En 1801, le canton dépend de l'arrondissement de Nontron.
Dans le cadre de la réforme de 2014 définie par le décret du 21 février 2014, ce canton disparaît aux élections départementales de mars 2015. La commune est alors rattachée au canton de Brantôme, renommé canton de Brantôme en Périgord en 2020.

### Administration municipale
La population de la commune étant comprise entre 100 et 499 habitants au recensement de 2017, onze conseillers municipaux ont été élus en 2020,.

### Liste des maires
| Période                                  | Période       | Identité                   | Étiquette | Qualité                            |
| ---------------------------------------- | ------------- | -------------------------- | --------- | ---------------------------------- |
| Les données manquantes sont à compléter. |               |                            |           |                                    |
|                                          |               |                            |           |                                    |
| (1882 ou avant)                          | octobre 1883  | Pierre Rey                 |           |                                    |
| octobre 1883                             | mai 1884      | Jean Dubuisson             |           |                                    |
| mai 1884                                 | octobre 1891  | Jean Cherchouly-Lardallier |           |                                    |
| octobre 1891                             | mai 1896      | Henri Nercam               |           |                                    |
| mai 1896                                 | mai 1899      | Jules Nicolas              |           |                                    |
| mai 1899                                 | décembre 1910 | Jean Dubut                 |           |                                    |
| janvier 1911                             | mai 1912      | Louis Grandcoing           |           |                                    |
| mai 1912                                 | août 1912     | Étienne Fillieul           |           |                                    |
| août 1912                                | décembre 1919 | Guillaume Lapierre         |           | Notaire                            |
| décembre 1919                            | mai 1925      | Étienne Fillieul           |           |                                    |
| mai 1925                                 | avril 1939    | Hilaire Marquet            |           |                                    |
| avril 1939                               | juin 1939     | Jean Donzeau               |           |                                    |
| juillet 1939                             | novembre 1947 | Martin Boin                |           |                                    |
| novembre 1947                            | 1957          | André Boin                 |           |                                    |
| mai 1957                                 | mars 1965     | Pierre Marquet             |           |                                    |
| mars 1965                                | juillet 1966  | Roger Sancel               |           |                                    |
| août 1966                                | mars 1983     | Marcel André Hivert        |           |                                    |
| mars 1983                                | mai 1991      | André Léonard              | PCF       |                                    |
| juin 1991                                | juin 1995     | Patrick Pécaud             | PS        | Conseiller général                 |
| juin 1995                                | 1995          | André Dubreuil             | PCF       |                                    |
| 1995                                     | mars 1996     | Michel Lapierre            |           | Adjoint faisant fonctions de maire |
| mars 1996                                | mars 2001     | Gaston Marcel Grolhier     |           |                                    |
| mars 2001                                | mars 2008     | Michel Courtois            |           |                                    |
| mars 2008                                | mai 2020      | Jean-Pierre Grolhier       | PS        | Retraité                           |
| mai 2020                                 | En cours      | Jacky Faye                 |           |                                    |

## Équipements et services publics

### Justice
En 2023, dans le domaine judiciaire, Villars relève : 
- du tribunal judiciaire, du tribunal pour enfants, du conseil de prud'hommes et du tribunal de commerce de Périgueux ;
- du pôle Nationalité du tribunal judiciaire de Périgueux (compétent uniquement dans le domaine de la nationalité) ;
- de la cour d'appel, du tribunal administratif et de la  cour administrative d'appel de Bordeaux.

## Population et société

### Démographie
L'évolution du nombre d'habitants est connue à travers les recensements de la population effectués dans la commune depuis 1793. Pour les communes de moins de 10 000 habitants, une enquête de recensement portant sur toute la population est réalisée tous les cinq ans, les populations de référence des années intermédiaires étant quant à elles estimées par interpolation ou extrapolation. Pour la commune, le premier recensement exhaustif entrant dans le cadre du nouveau dispositif a été réalisé en 2008.

En 2022, la commune comptait 464 habitants, en évolution de −0,64 % par rapport à 2016 (Dordogne : +0,37 %, France hors Mayotte : +2,11 %).
| 1793  | 1800  | 1806  | 1821  | 1831  | 1836  | 1841  | 1846  | 1851  |
| ----- | ----- | ----- | ----- | ----- | ----- | ----- | ----- | ----- |
| 1 633 | 1 473 | 1 310 | 1 573 | 1 710 | 1 735 | 1 623 | 1 742 | 1 772 |

| 1856  | 1861  | 1866  | 1872  | 1876  | 1881  | 1886  | 1891  | 1896  |
| ----- | ----- | ----- | ----- | ----- | ----- | ----- | ----- | ----- |
| 1 787 | 1 722 | 1 723 | 1 669 | 1 727 | 1 684 | 1 623 | 1 530 | 1 507 |

| 1901  | 1906  | 1911  | 1921  | 1926  | 1931  | 1936  | 1946 | 1954 |
| ----- | ----- | ----- | ----- | ----- | ----- | ----- | ---- | ---- |
| 1 438 | 1 343 | 1 235 | 1 071 | 1 030 | 1 013 | 1 039 | 930  | 792  |

| 1962 | 1968 | 1975 | 1982 | 1990 | 1999 | 2006 | 2008 | 2013 |
| ---- | ---- | ---- | ---- | ---- | ---- | ---- | ---- | ---- |
| 802  | 735  | 647  | 586  | 568  | 526  | 489  | 479  | 476  |

| 2018 | 2022 | - | - | - | - | - | - | - |
| ---- | ---- | - | - | - | - | - | - | - |
| 458  | 464  | - | - | - | - | - | - | - |

#### Analyse
Après avoir connu son maximum au milieu du XIXe siècle avec près de 1 800 habitants, la population communale n'a ensuite cessé de baisser, passant en dessous de 1 000 après la Seconde Guerre mondiale, et moins de 500 au XXIe siècle.

### Manifestations culturelles et festivités
- Chaque 1er mai, une brocante vide-greniers est organisée dans le bourg (46e édition en 2017[53]).

## Économie

### Emploi
En 2015, parmi la population communale comprise entre 15 et 64 ans, les actifs représentent 209 personnes, soit 44,0 % de la population municipale. Le nombre de chômeurs (vingt-deux) a augmenté par rapport à 2010 (quatorze) et le taux de chômage de cette population active s'établit à 10,3 %.

### Établissements
Au 31 décembre 2015, la commune compte soixante-deux établissements, dont vingt-neuf au niveau des commerces, transports ou services, onze dans la construction, dix dans l'agriculture, la sylviculture ou la pêche, huit relatifs au secteur administratif, à l'enseignement, à la santé ou à l'action sociale, et quatre dans l'industrie.

### Entreprises
Les activités primaires sont liées à la culture et à la production animale, ainsi qu'à la sylviculture et à l'exploitation forestière. La commune se trouve sur le territoire de l'appellation d'origine contrôlée « noix du Périgord ».

### Tourisme
À compter du 17 août 2016 et pour une durée de cinq ans, Villars est déclarée commune touristique, en même temps que cinq autres communes de la communauté de communes Dronne et Belle : Bourdeilles, Brantôme en Périgord, La Chapelle-Faucher, Mareuil et Saint-Crépin-de-Richemont.

## Lieux et monuments

### Patrimoine civil
- Si vous ne connaissez pas le sujet, laissez ce bandeau (vous pouvez alors contacter les auteurs).
- Si vous supprimez le contenu mis en cause (vous pouvez préalablement contacter les auteurs),

argumentez précisément cette suppression dans la page de discussion
(un manque de référence n'est pas un argument ; une recherche réelle de référence doit avoir été effectuée, être formellement documentée).
- Le petit château de Villars, anciennement castel de l'Archerie[58], construit mi-XIXe siècle, maintenant maison d'hôtes (auparavant maison privée, colonie de vacances, hôtel-restaurant)
- Le château de Puyguilhem, XVIe siècle, classé au titre des monuments historiques depuis 1912, et ses abords inscrits depuis 1945[59], visitable. La construction de ce château est attribuée à Jean ou Gaston Mondot de La Marthonie, évêques de Dax. L'État est devenu propriétaire de ce château à l'abandon en 1939. Il est de style Renaissance et comporte notamment des mâchicoulis, une tour féodale et des cheminées monumentales dont l'une avec des sculptures représentant six des douze travaux d'Hercule. Le château comprend aussi une bergerie et un pigeonnier[60][source insuffisante].
- Le repaire noble de la Barbinie et son pigeonnier, qui accueillait du XVIIe au XIXe siècle, la famille Prevost, pourvoyeuse de Gendarmes de la Garde et Gardes du corps du Roi[réf. nécessaire].
- La grotte de Villars (ou grotte du Cluzeau), classée au titre des monuments historiques depuis 1958, propriété privée[61]. Ses gravures rupestres datent du Paléolithique supérieur. Jusqu'à présent, les spéléologues ont répertorié environ 13 km de galeries qui ont été creusées par une rivière souterraine (formation karstique), mais 500 m d'entre elles sont visibles au public. Elle présente un double intérêt du fait de ses innombrables concrétions mais également par ses peintures préhistoriques qui remontent à 17 000 ans[62][source secondaire nécessaire]. On y trouve en particulier des représentations humaines et la « Rotonde des chevaux ». Cette grotte est considérée comme « vivante » : une couche de calcite protège les représentations pariétales. Une dent brûlée venant de la grotte ferait état d'une datation d'environ 18 000 ans[réf. nécessaire].

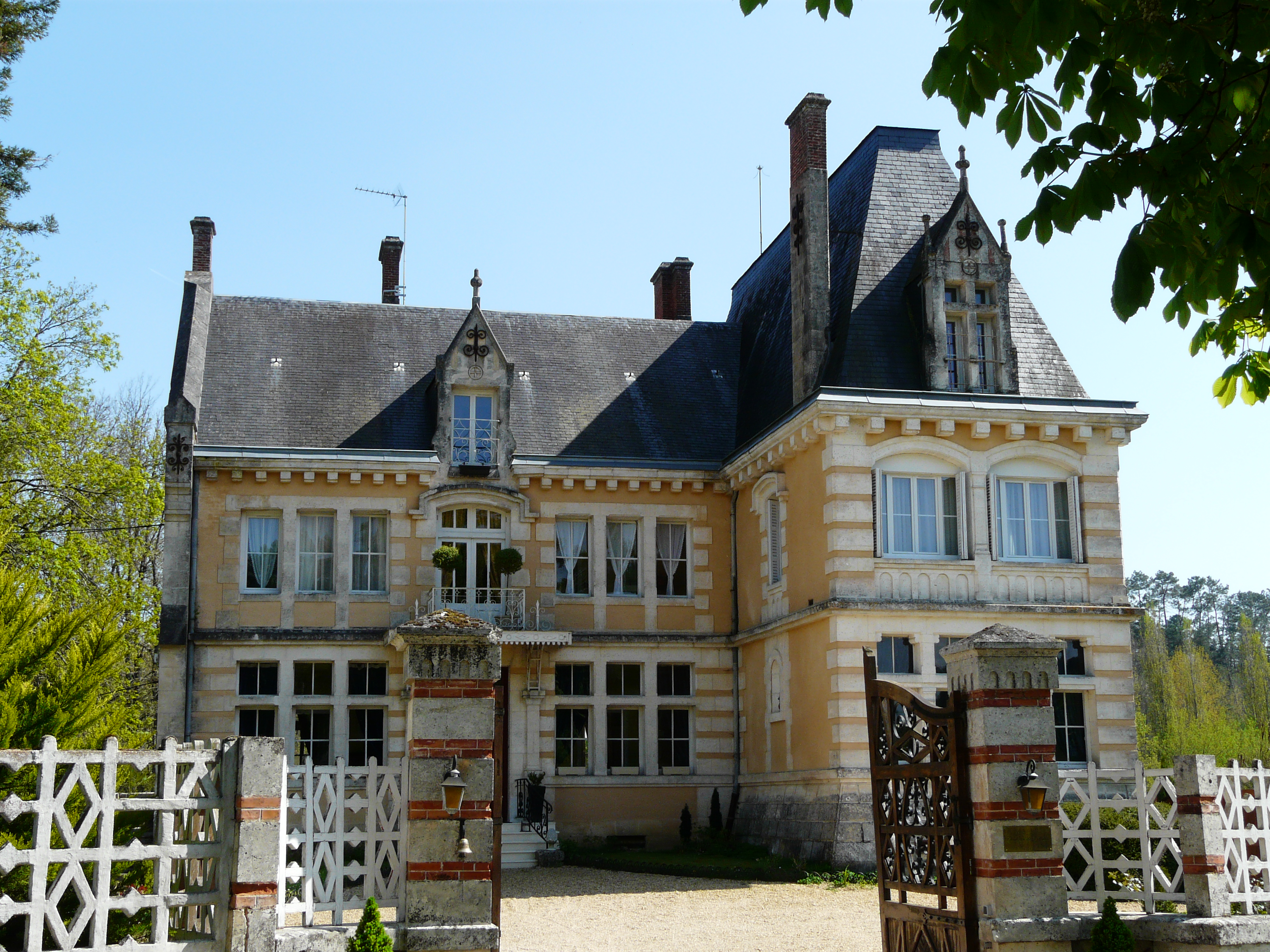
Le petit château de Villars.
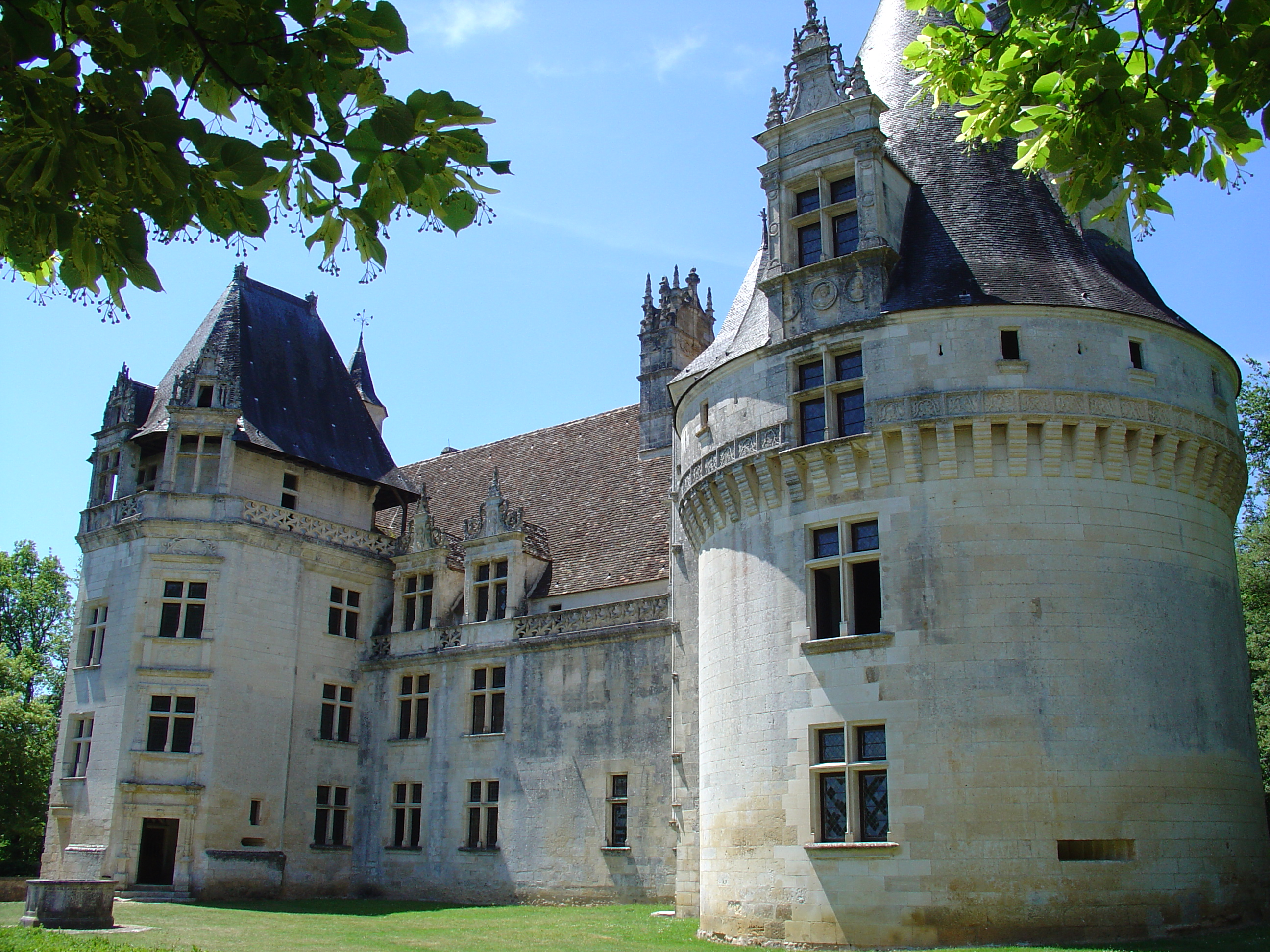
Le château de Puyguilhem.
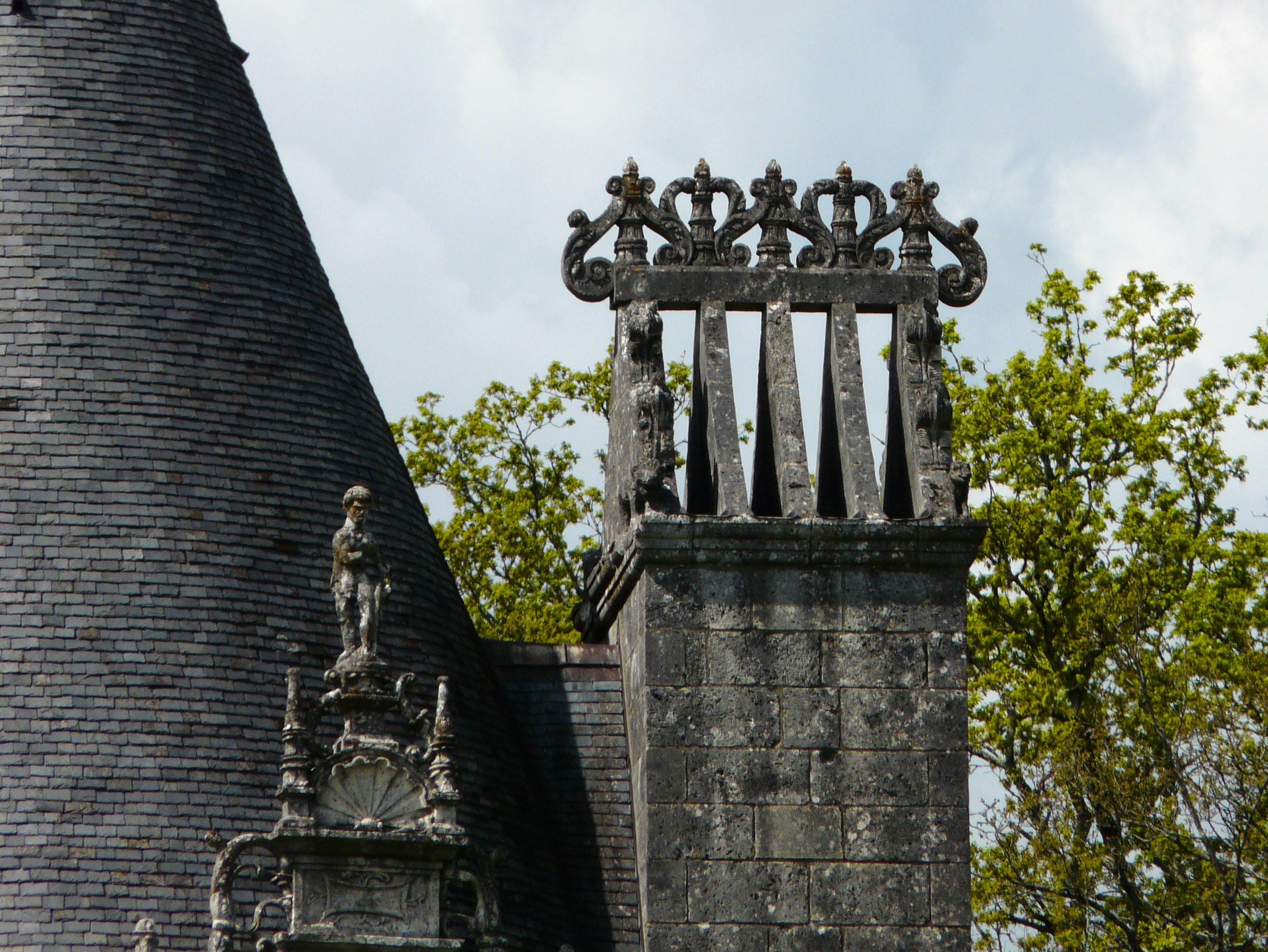
Cheminée et haut de lucarne décorés, château de Puyguilhem.
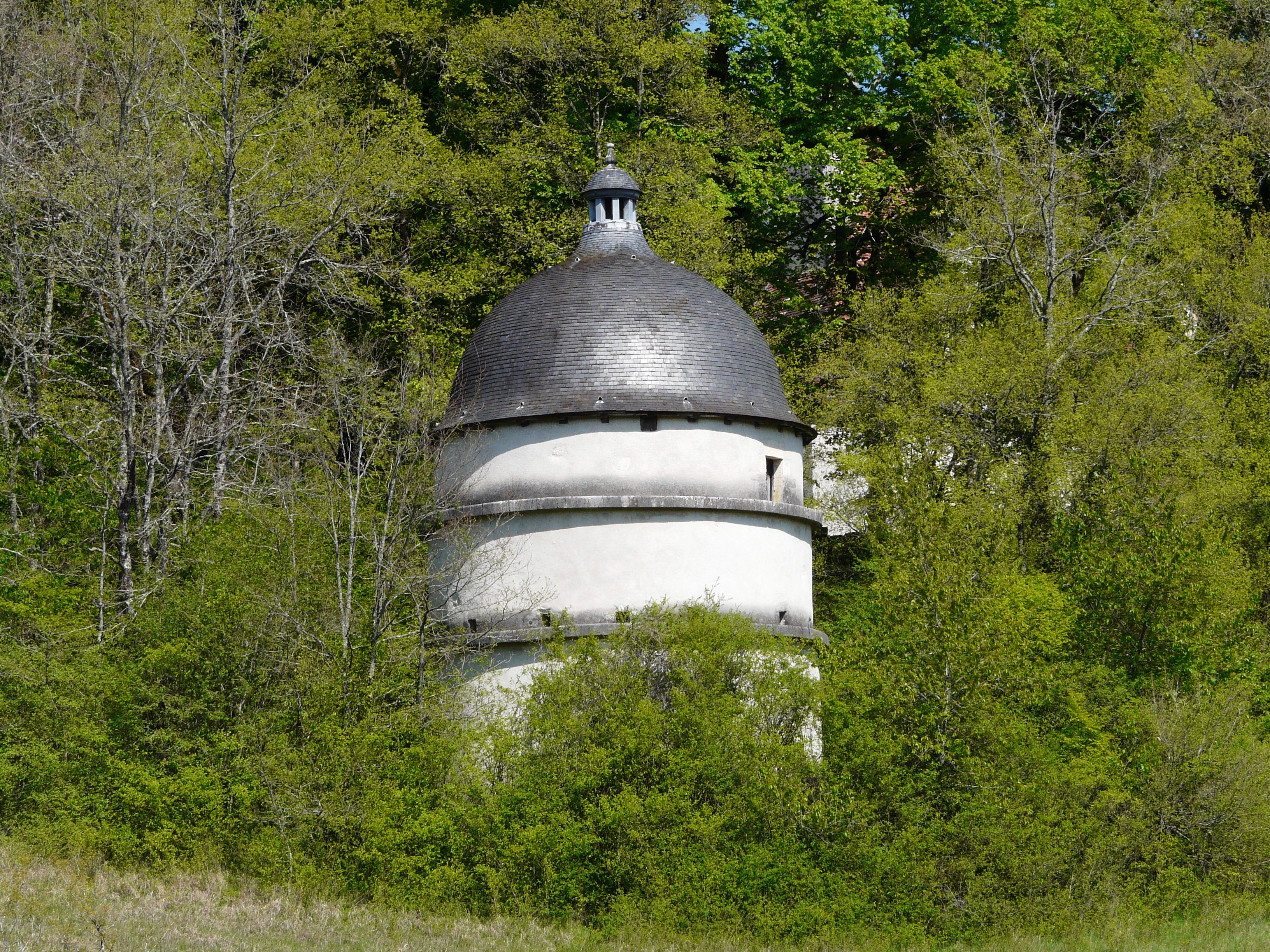
Le pigeonnier de Puyguilhem.
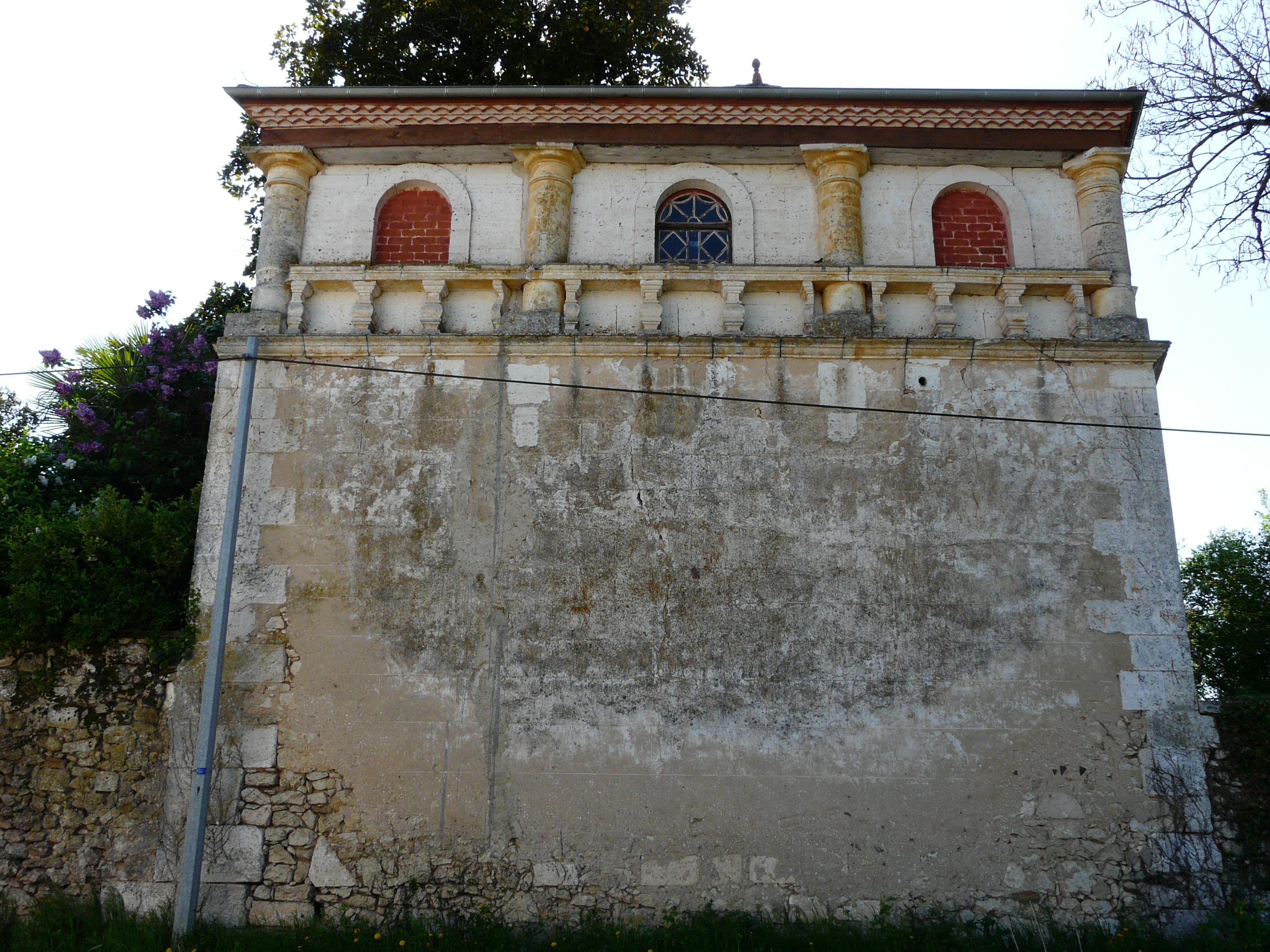
Le repaire de la Barbinie.
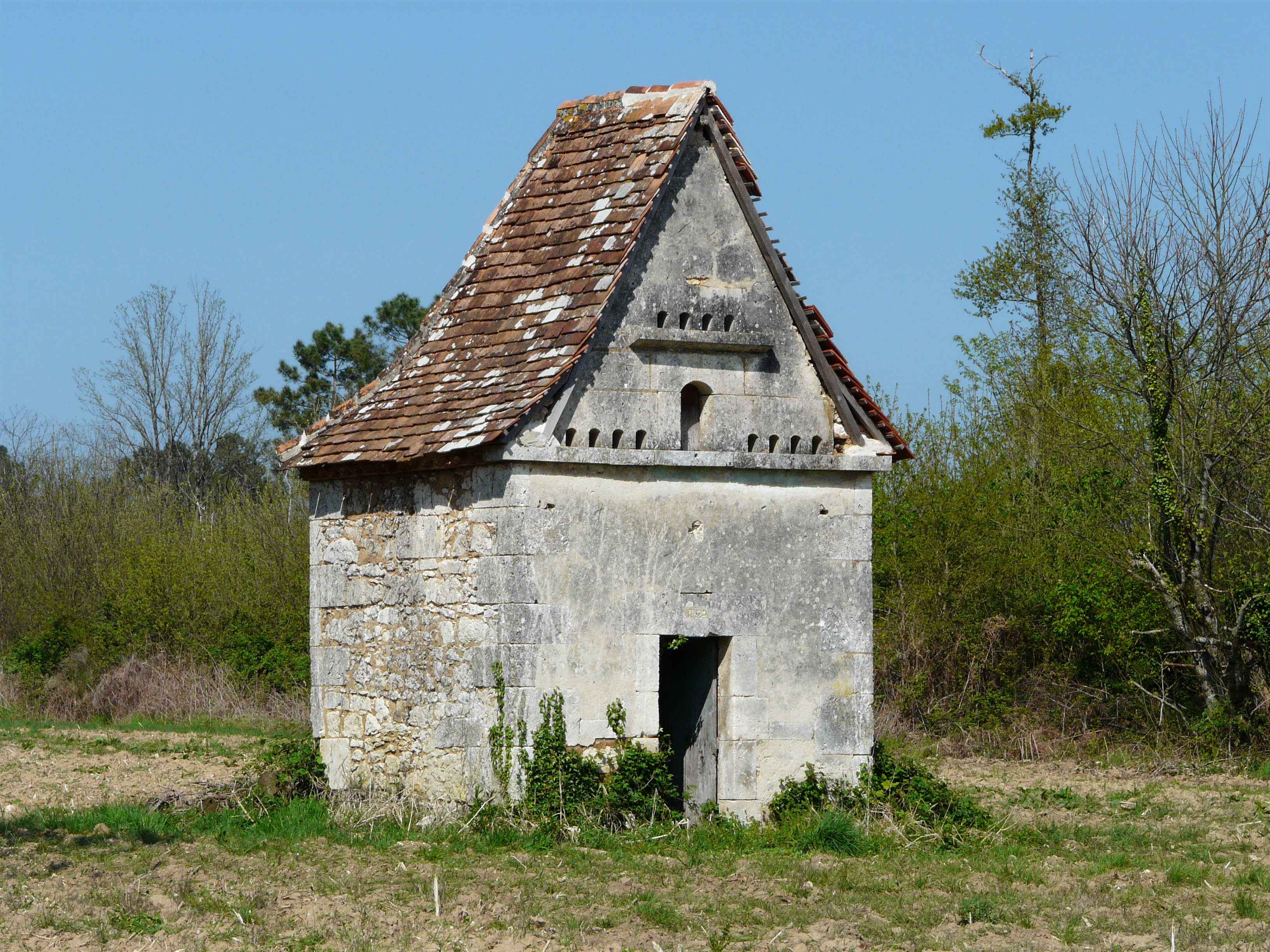
Le pigeonnier de la Barbinie.
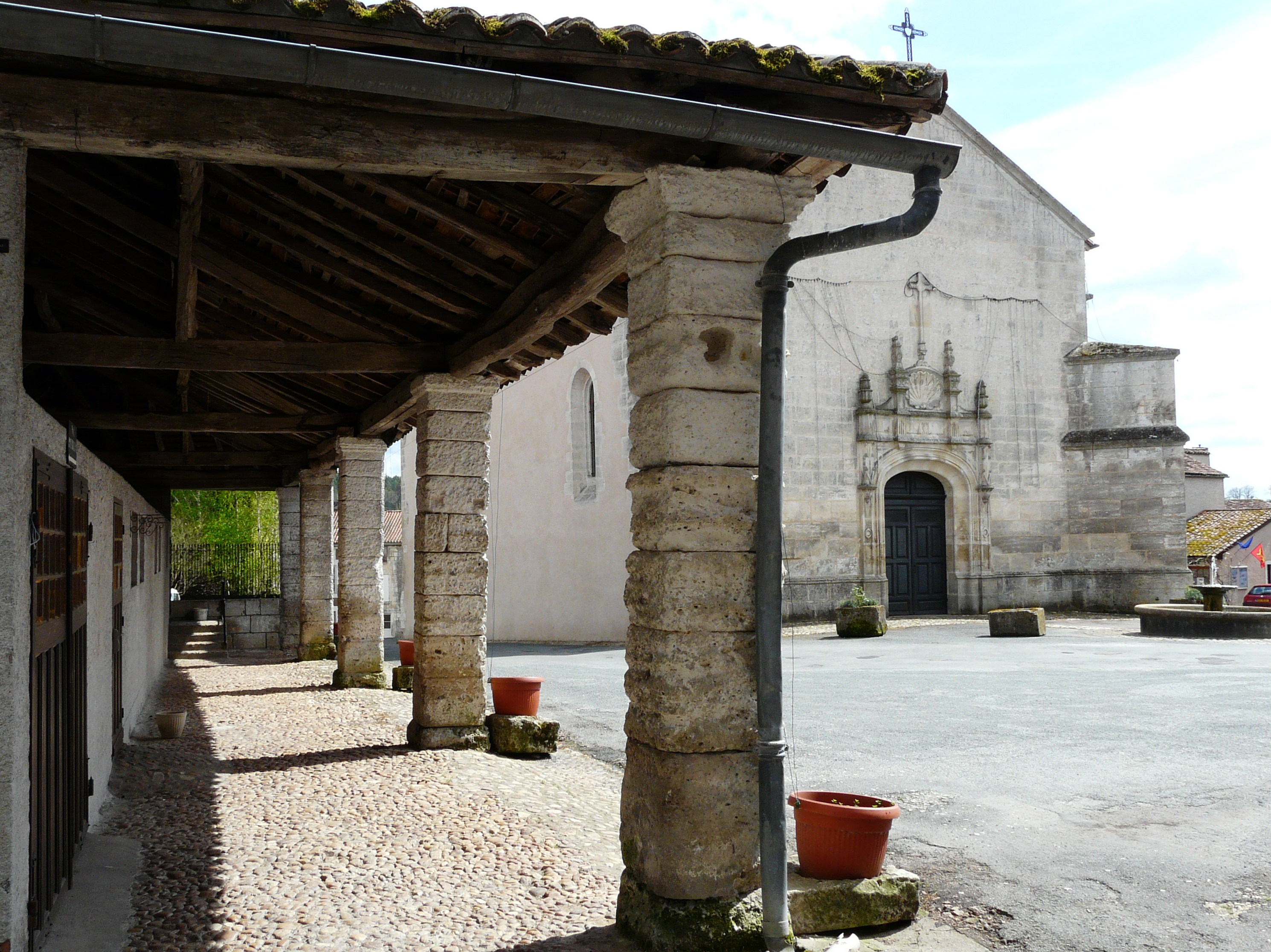
L'ancienne halle devant l'église.

### Patrimoine religieux
- Les ruines de l'ancienne abbaye cistercienne de Boschaud[63], du XIIe siècle, classées au titre des monuments historiques depuis 1950[64]. Elles comprennent également les vestiges de l'église et d'une partie du bâtiment du cloître.
- L'église fortifiée Saint-Martial XIIe, XVIe et XIXe siècles, inscrite depuis 1950 au titre des monuments historiques[65].
- La chapelle du cimetière.

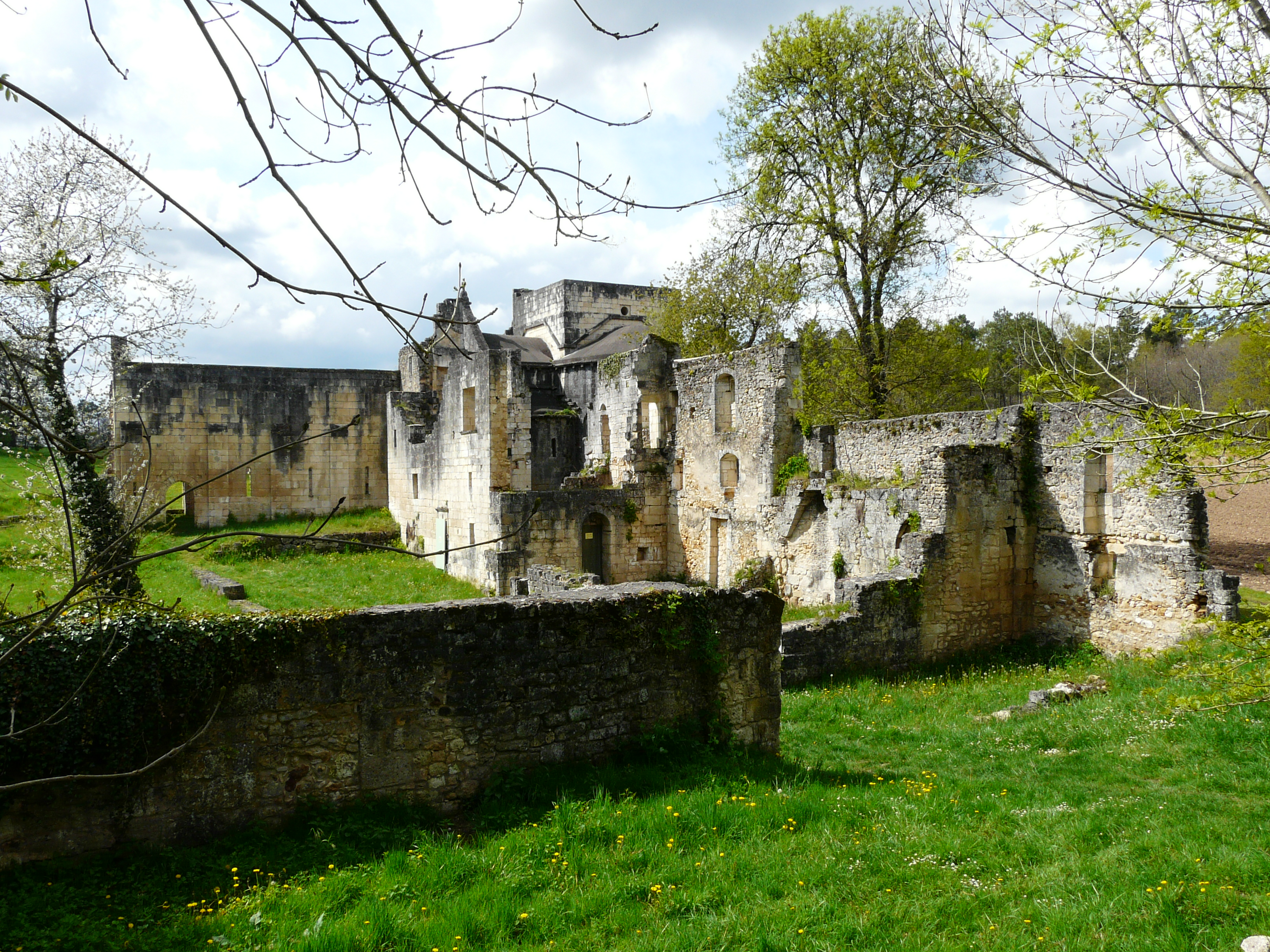
Les ruines de l'abbaye de Boschaud.
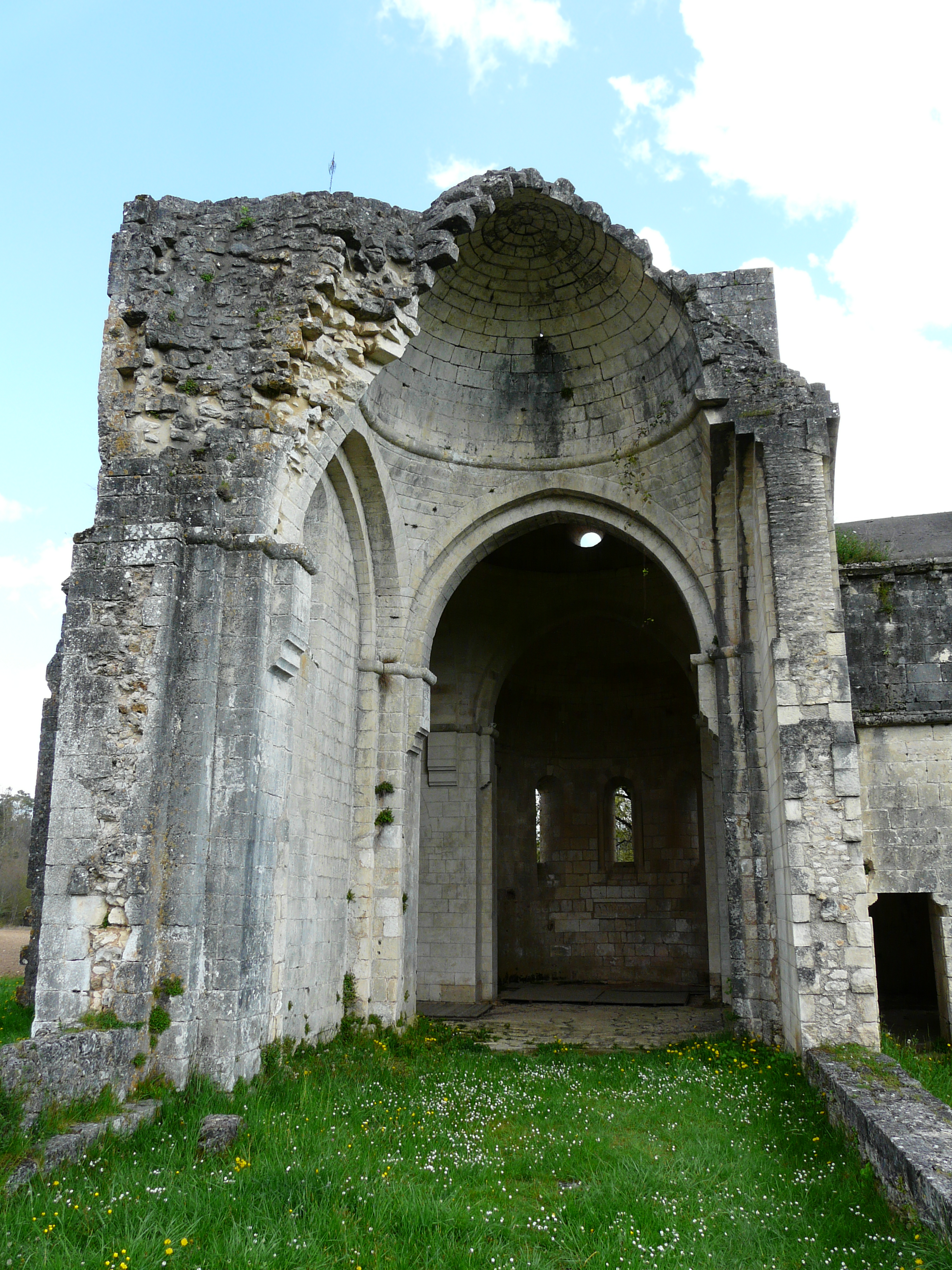
Les vestiges de l'ancienne nef de Boschaud.
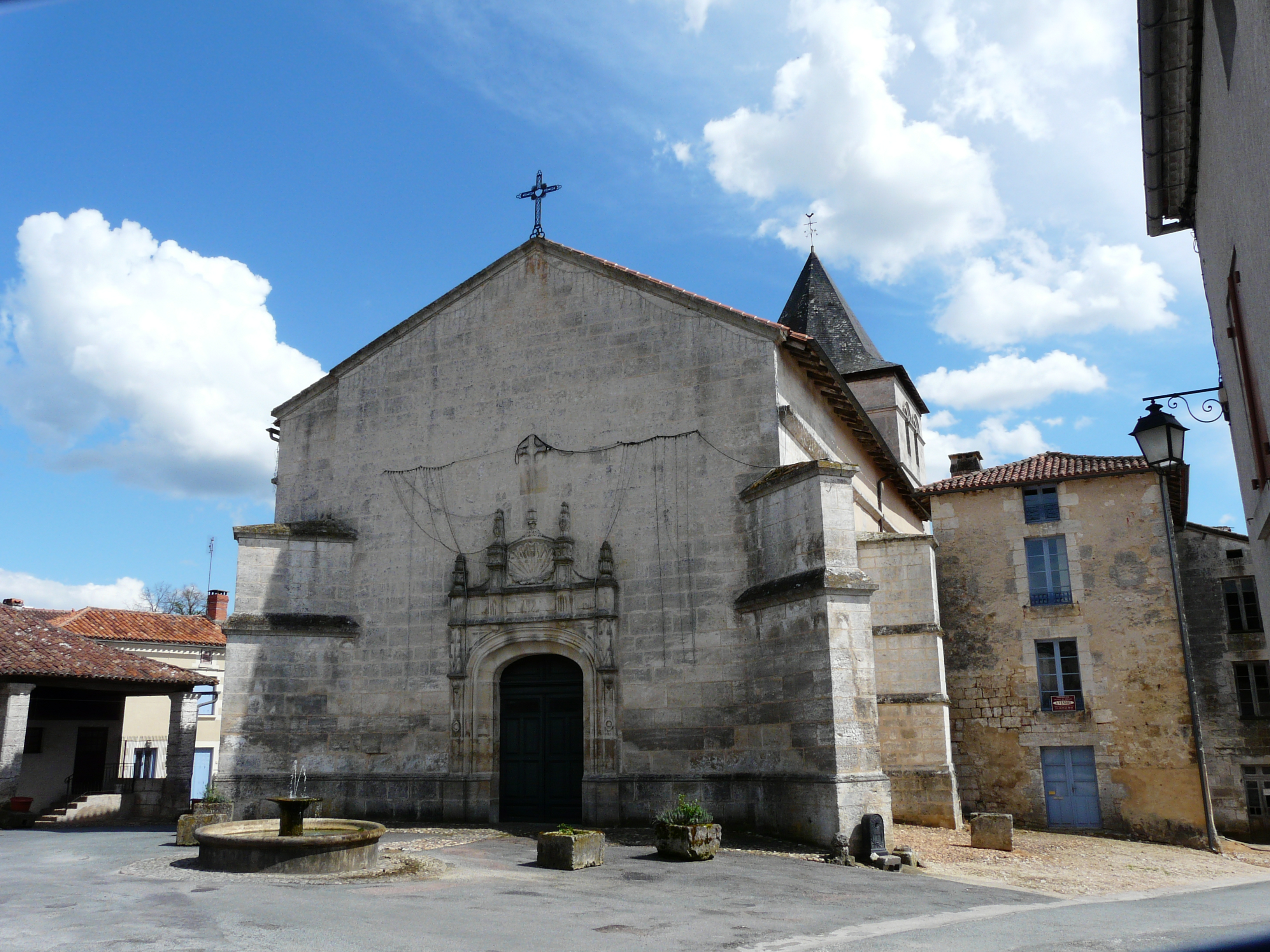
L'église Saint-Martial.
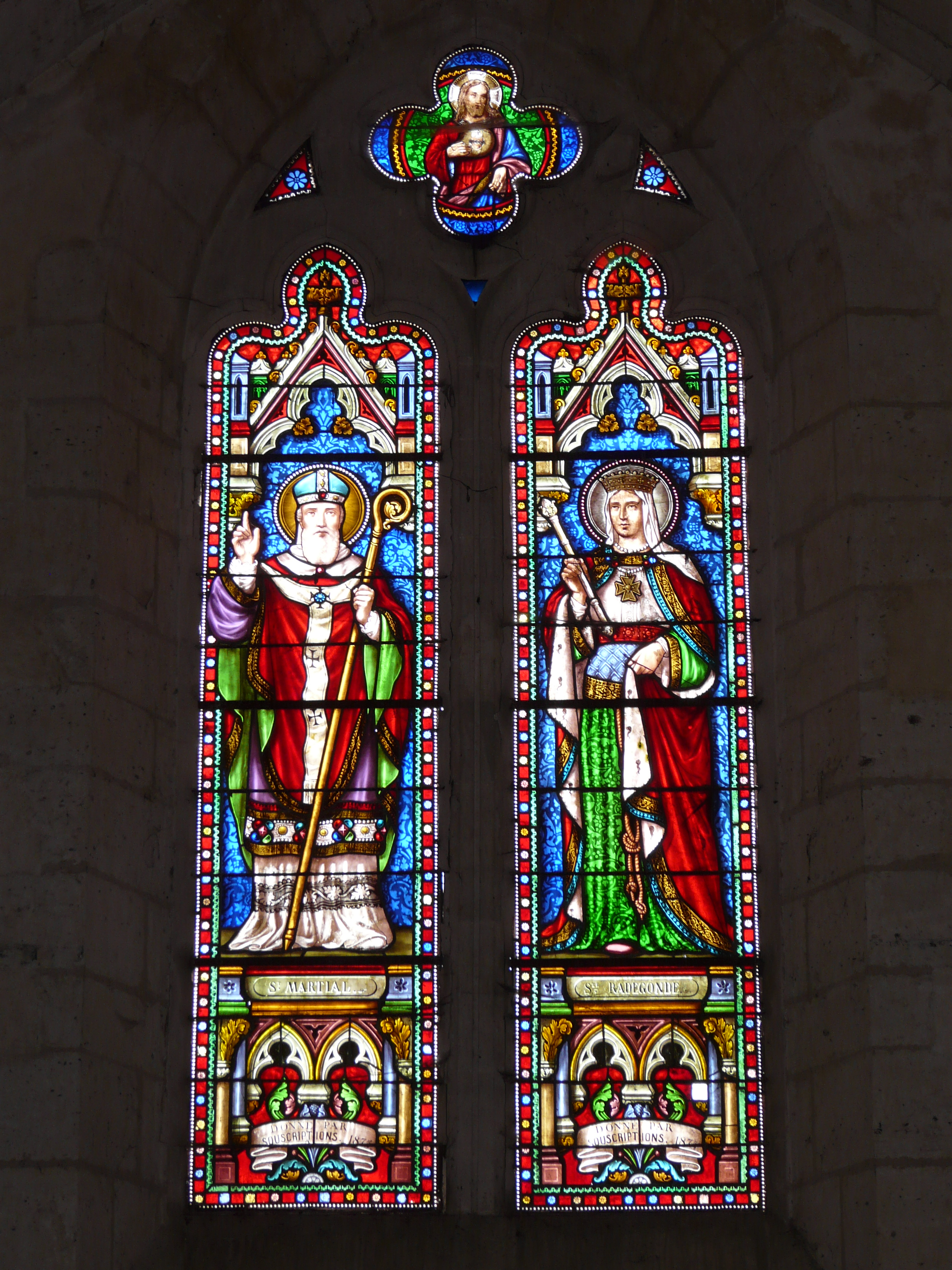
Vitrail représentant saint Martial et sainte Radegonde.
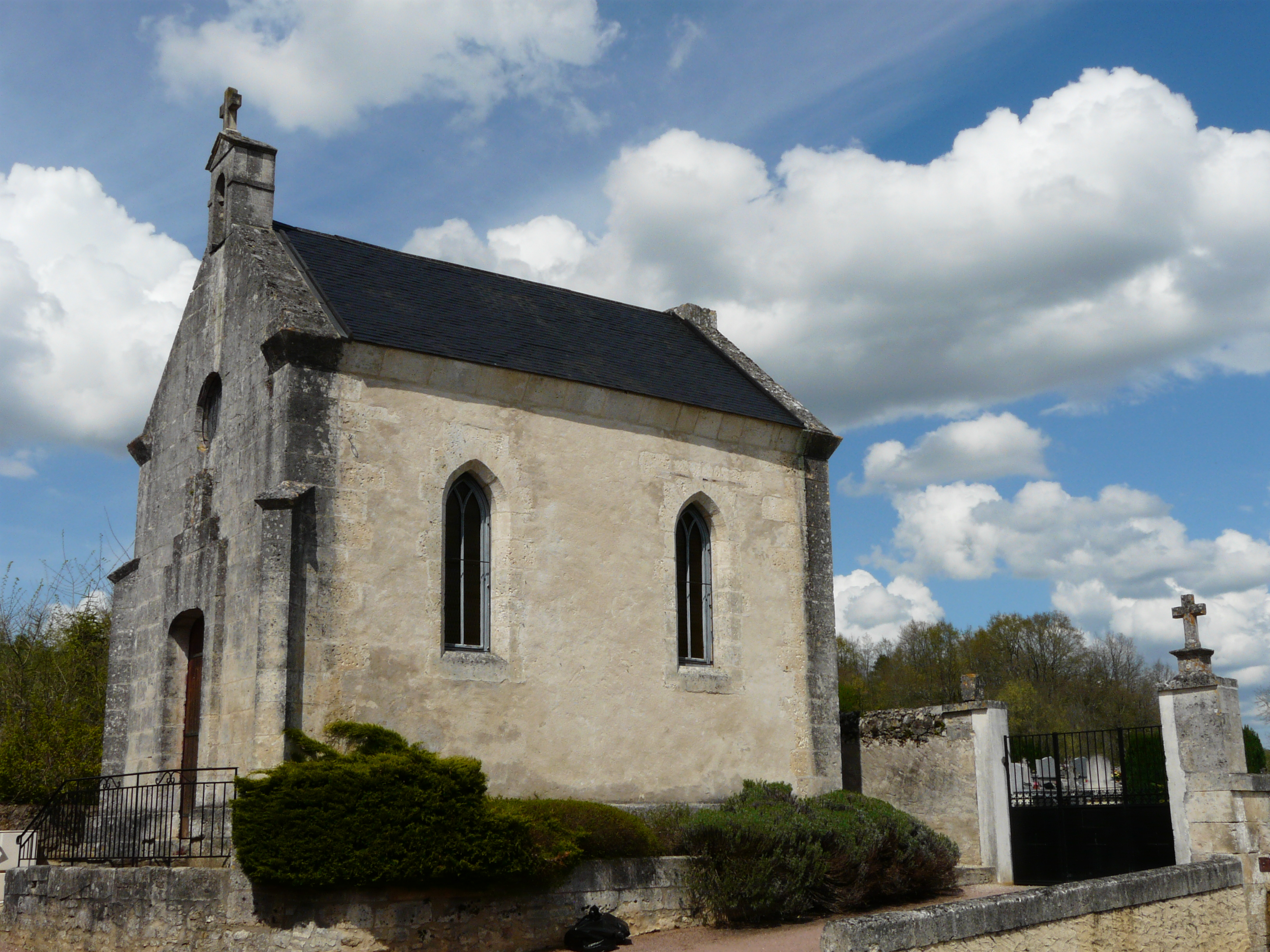
La chapelle du cimetière.

## Personnalités liées à la commune
- Francis Bout de l'An (1910-1977), collaborationniste, secrétaire général de la Milice française pendant l'Occupation, est né à Villars.

## Pour approfondir